# Uki-e
Uki-e (浮絵 "phù hội", ám chỉ hình ảnh sử dụng "phối cảnh") đề cập đến một loại hình thuộc ukiyo-e nhưng sử dụng các quy ước phương Tây về phối cảnh tuyến tính. Mặc dù chỉ được coi là một thể loại phụ, các bức tranh phối cảnh đã xuất hiện từ cuối những năm 1730 cho đến giữa thế kỷ 19.

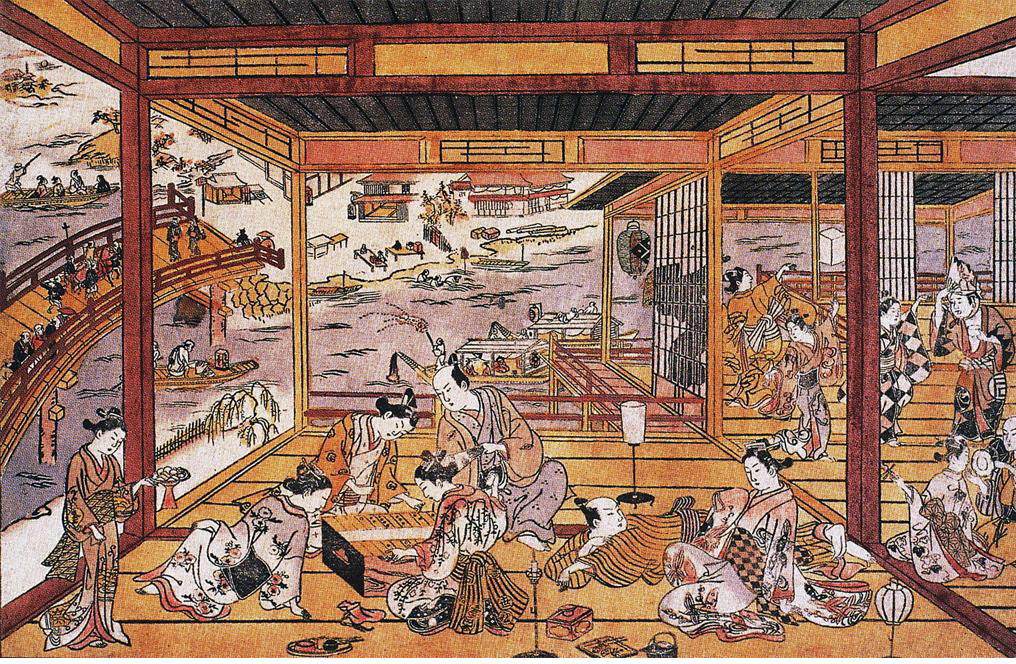
Tận hưởng buổi tối mát mẻ bên cầu Ryōgoku (1745), Okumura Masanobu
Một ví dụ tiêu biểu cho thấy nội thất được áp dụng phối cảnh theo phong cách phương Tây, nhưng ngoại thất lại được là kỹ thuật truyền thống Nhật Bản

Vào khoảng năm 1739, Okumura Masanobu có những nghiên cứu về luật phối cảnh thông qua những bản khắc tới từ châu Âu. Các tác phẩm điêu khắc của ông đã đến Nhật Bản thông qua Dejima hoặc Trung Quốc. Masanobu đồng thời là người đầu tiên áp dụng thuật ngữ Uki-e cho các hình ảnh phối cảnh, và Utagawa Toyoharu sau đó là người hoàn thiện loại hình này vào cuối những năm 1750, khi ông thực hiện các bản khắc gỗ màu sao chép dựa trên Canaletto và Guardi. Toyoharu cũng là người đầu tiên đưa kỹ thuật này vào các môn học tại Nhật Bản.

Nội thất nhà hát Kabuki là một chủ đề phổ biến trong các bản họa Uki-e. Các kiến trúc nội thất thường được ưa chuộng hơn những phong cảnh vì nó dễ dàng áp dụng chính xác luật phối cảnh tại một điểm.

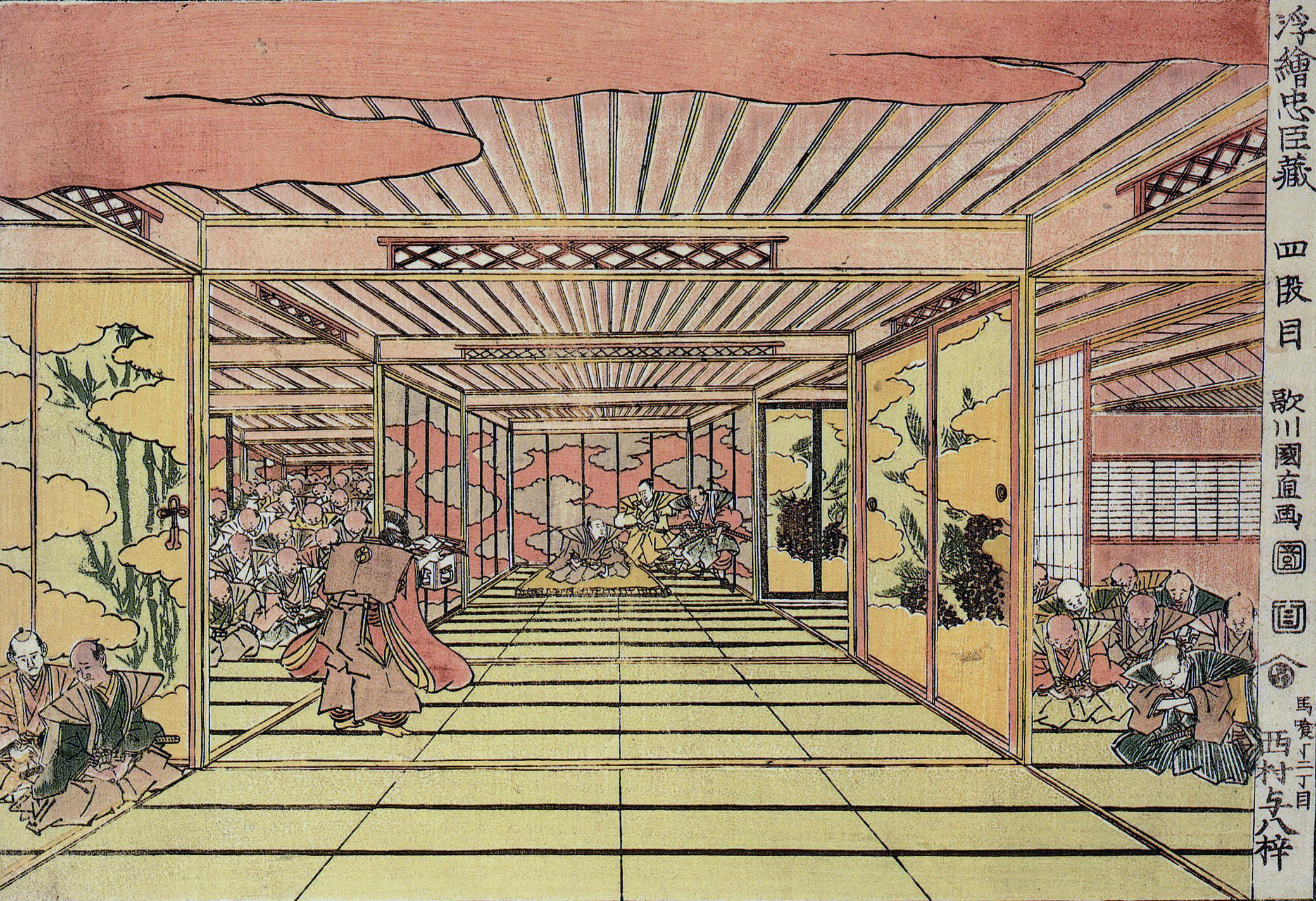
Màn bốn (Shindamme) trong loạt bản họa Uki-e của Chūshingura (khoảng những năm 1820), Utagawa Kuninao
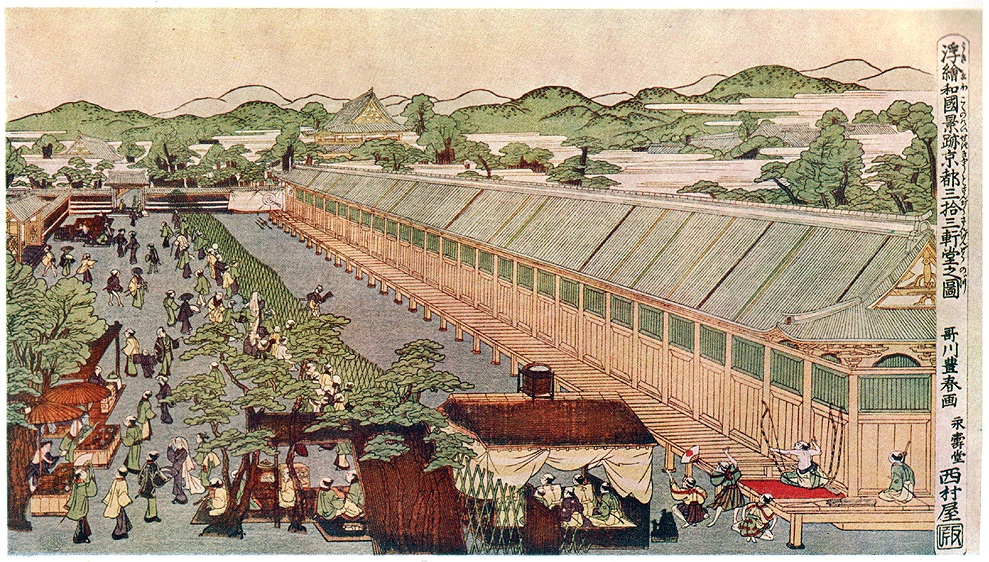
Nằm trong bộ tác phẩm Phối cảnh những địa danh Nhật Bản: Sanjūsangen-dō ở Kyoto, tái hiện một hội thi bắn cung, Utagawa Toyoharu, c. 1772–1781
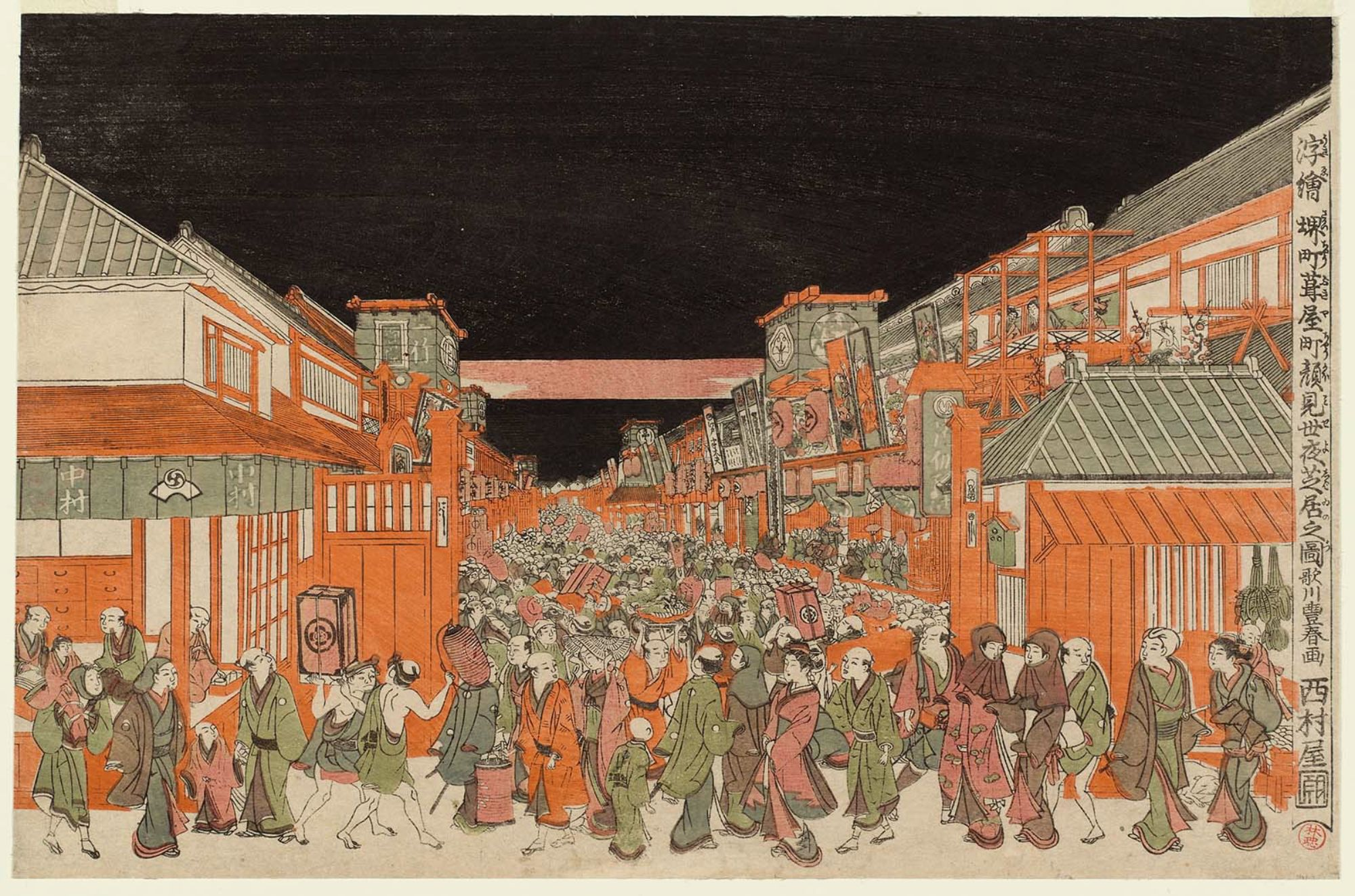
Góc nhìn phối cảnh của các nhà hát ở Sakai-chō và Fukiya-chō vào đêm khai mạc, Utagawa Toyoharu, c. 1770s

## Trích dẫn
1. 1 2 3  Hockley, p. 79